# NGC 5798
NGC 5798 este o emission-line galaxy⁠(d) situată în constelația Boarul. A fost descoperită în 16 mai 1784 de către William Herschel.